# Charlie Cresswell
Charlie Richard Cresswell (Preston, 17 agosto 2002) è un calciatore inglese, difensore del Tolosa.

## Biografia
È il figlio dell'allenatore ed ex calciatore Richard Cresswell.

## Carriera

### Club

#### Gli inizi, Leeds
Cresciuto nel settore giovanile del Leeds United, il 24 settembre 2019 ha firmato il primo contratto professionistico con il club inglese, di durata triennale. Il 16 settembre 2020 ha esordito in prima squadra, in occasione dell'incontro di Coppa di Lega perso ai tiri di rigore contro l'Hull City; il 19 novembre rinnova fino al 2023.
Il 25 agosto 2021 prolunga fino al 2025 con i Whites; il debutto in Premier League avviene esattamente un mese dopo, nella partita persa per 1-2 contro il West Ham, in cui ha fornito un'ottima prestazione individuale.

#### Millwall
Il 4 luglio 2022 viene ceduto in prestito fino al termine della stagione al Millwall. Il 31 maggio 2023 tornerà al Leeds United dopo aver totalizzato con il club 28  presenze e segnato 5 reti.

### Nazionale
Nel 2023 ha vinto gli Europei Under-21, ai quali ha poi partecipato anche nel 2025.

## Statistiche

### Presenze e reti nei club
Statistiche aggiornate al 7 dicembre 2024.
| Stagione         | Squadra          | Campionato       | Campionato | Campionato | Coppe nazionali | Coppe nazionali | Coppe nazionali | Coppe continentali | Coppe continentali | Coppe continentali | Altre coppe | Altre coppe | Altre coppe | Totale | Totale |
| Stagione         | Squadra          | Comp             | Pres       | Reti       | Comp            | Pres            | Reti            | Comp               | Pres               | Reti               | Comp        | Pres        | Reti        | Pres   | Reti   |
| ---------------- | ---------------- | ---------------- | ---------- | ---------- | --------------- | --------------- | --------------- | ------------------ | ------------------ | ------------------ | ----------- | ----------- | ----------- | ------ | ------ |
| 2020-2021        | Leeds Utd        | PL               | 0          | 0          | FACup+CdL       | 0+1             | 0               | -                  | -                  | -                  | -           | -           | -           | 1      | 0      |
| 2021-2022        | Leeds Utd        | PL               | 5          | 0          | FACup+CdL       | 0+1             | 0               | -                  | -                  | -                  | -           | -           | -           | 6      | 0      |
| 2022-2023        | Millwall         | FLC              | 28         | 5          | FACup+CdL       | 1+1             | 0               | -                  | -                  | -                  | -           | -           | -           | 30     | 5      |
| 2023-2024        | Leeds Utd        | FLC              | 5          | 0          | FACup+CdL       | 0+2             | 0               | -                  | -                  | -                  | -           | -           | -           | 7      | 0      |
| Totale Leeds Utd | Totale Leeds Utd | Totale Leeds Utd | 10         | 0          |                 | 4               | 0               |                    | -                  | -                  |             | -           | -           | 14     | 0      |
| 2024-2025        | Tolosa           | L1               | 31         | 3          | CF              | 3               | 1               | -                  | -                  | -                  | -           | -           | -           | 34     | 4      |
| Totale carriera  | Totale carriera  | Totale carriera  | 69         | 8          |                 | 9               | 1               |                    | -                  | -                  |             | -           | -           | 78     | 9      |

### Cronologia presenze e reti in nazionale
| Cronologia completa delle presenze e delle reti in nazionale ― Inghilterra under 21 | Cronologia completa delle presenze e delle reti in nazionale ― Inghilterra under 21 | Cronologia completa delle presenze e delle reti in nazionale ― Inghilterra under 21 | Cronologia completa delle presenze e delle reti in nazionale ― Inghilterra under 21 | Cronologia completa delle presenze e delle reti in nazionale ― Inghilterra under 21 | Cronologia completa delle presenze e delle reti in nazionale ― Inghilterra under 21 | Cronologia completa delle presenze e delle reti in nazionale ― Inghilterra under 21 | Cronologia completa delle presenze e delle reti in nazionale ― Inghilterra under 21 |
| Data                                                                                | Città                                                                               | In casa                                                                             | Risultato                                                                           | Ospiti                                                                              | Competizione                                                                        | Reti                                                                                | Note                                                                                |
| ----------------------------------------------------------------------------------- | ----------------------------------------------------------------------------------- | ----------------------------------------------------------------------------------- | ----------------------------------------------------------------------------------- | ----------------------------------------------------------------------------------- | ----------------------------------------------------------------------------------- | ----------------------------------------------------------------------------------- | ----------------------------------------------------------------------------------- |
| 11-11-2021                                                                          | Burnley                                                                             | Inghilterra under 21                                                                | 3 – 1                                                                               | Rep. Ceca under 21                                                                  | Qual. Europeo Under-21 2023                                                         | -                                                                                   | 89’                                                                                 |
| 16-11-2021                                                                          | Batumi                                                                              | Georgia under 21                                                                    | 3 – 2                                                                               | Inghilterra under 21                                                                | Amichevole                                                                          | -                                                                                   | 53’                                                                                 |
| 3-6-2022                                                                            | České Budějovice                                                                    | Rep. Ceca under 21                                                                  | 1 – 2                                                                               | Inghilterra under 21                                                                | Qual. Europeo Under-21 2023                                                         | -                                                                                   |                                                                                     |
| 7-6-2022                                                                            | Chesterfield                                                                        | Inghilterra under 21                                                                | 3 – 0                                                                               | Albania under 21                                                                    | Qual. Europeo Under-21 2023                                                         | -                                                                                   |                                                                                     |
| 10-6-2022                                                                           | Pristina                                                                            | Kosovo under 21                                                                     | 0 – 5                                                                               | Inghilterra under 21                                                                | Qual. Europeo Under-21 2023                                                         | -                                                                                   | 46’                                                                                 |
| 13-6-2022                                                                           | Huddersfield                                                                        | Inghilterra under 21                                                                | 1 – 2                                                                               | Slovenia under 21                                                                   | Qual. Europeo Under-21 2023                                                         | -                                                                                   | 8’                                                                                  |
| 22-9-2022                                                                           | Pescara                                                                             | Italia under 21                                                                     | 0 – 2                                                                               | Inghilterra under 21                                                                | Amichevole                                                                          | -                                                                                   |                                                                                     |
| 27-9-2022                                                                           | Sheffield                                                                           | Inghilterra under 21                                                                | 3 – 1                                                                               | Germania under 21                                                                   | Amichevole                                                                          | -                                                                                   | 71’                                                                                 |
| 25-3-2023                                                                           | Leicester                                                                           | Inghilterra under 21                                                                | 4 – 0                                                                               | Francia under 21                                                                    | Amichevole                                                                          | -                                                                                   |                                                                                     |
| 10-6-2023                                                                           | Burton-upon-Trent                                                                   | Inghilterra under 21                                                                | 0 – 2                                                                               | Giappone under 22                                                                   | Amichevole                                                                          | -                                                                                   | 76’                                                                                 |
| 28-6-2023                                                                           | Batumi                                                                              | Inghilterra under 21                                                                | 2 – 0                                                                               | Germania under 21                                                                   | Europeo Under-21 2023 - 1º turno                                                    | -                                                                                   |                                                                                     |
| 11-9-2023                                                                           | Oberkorn                                                                            | Lussemburgo under 21                                                                | 0 – 3                                                                               | Inghilterra under 21                                                                | Qual. Europeo Under-21 2025                                                         | -                                                                                   | 77’                                                                                 |
| 12-10-2023                                                                          | Nottingham                                                                          | Inghilterra under 21                                                                | 9 – 1                                                                               | Serbia under 21                                                                     | Qual. Europeo Under-21 2025                                                         | -                                                                                   |                                                                                     |
| 16-10-2023                                                                          | Košice                                                                              | Ucraina under 21                                                                    | 3 – 2                                                                               | Inghilterra under 21                                                                | Qual. Europeo Under-21 2025                                                         | 1                                                                                   |                                                                                     |
| 9-9-2024                                                                            | Luton                                                                               | Inghilterra under 21                                                                | 4 – 1                                                                               | Austria under 21                                                                    | Amichevole                                                                          | -                                                                                   | 46’                                                                                 |
| 15-10-2024                                                                          | Bristol                                                                             | Inghilterra under 21                                                                | 7 – 0                                                                               | Azerbaigian under 21                                                                | Qual. Europeo Under-21 2025                                                         | 1                                                                                   |                                                                                     |
| 15-11-2024                                                                          | La Línea de la Concepción                                                           | Spagna under 21                                                                     | 0 – 0                                                                               | Inghilterra under 21                                                                | Amichevole                                                                          | -                                                                                   |                                                                                     |
| 18-11-2024                                                                          | Almere                                                                              | Paesi Bassi under 21                                                                | 1 – 1                                                                               | Inghilterra under 21                                                                | Amichevole                                                                          | -                                                                                   | 56’                                                                                 |
| 21-3-2025                                                                           | Lorient                                                                             | Francia under 21                                                                    | 5 – 3                                                                               | Inghilterra under 21                                                                | Amichevole                                                                          | -                                                                                   | 62’                                                                                 |
| 24-3-2025                                                                           | West Bromwich                                                                       | Inghilterra under 21                                                                | 4 – 2                                                                               | Portogallo under 21                                                                 | Amichevole                                                                          | -                                                                                   | 71’                                                                                 |
| 12-6-2025                                                                           | Dunajská Streda                                                                     | Rep. Ceca under 21                                                                  | 1 – 3                                                                               | Inghilterra under 21                                                                | Europeo Under-21 2025 - 1º turno                                                    | 1                                                                                   |                                                                                     |
| 15-6-2025                                                                           | Nitra                                                                               | Inghilterra under 21                                                                | 0 – 0                                                                               | Slovenia under 21                                                                   | Europeo Under-21 2025 - 1º turno                                                    | -                                                                                   |                                                                                     |
| 18-6-2025                                                                           | Nitra                                                                               | Inghilterra under 21                                                                | 1 – 2                                                                               | Germania under 21                                                                   | Europeo Under-21 2025 - 1º turno                                                    | -                                                                                   |                                                                                     |
| 21-6-2025                                                                           | Trnava                                                                              | Spagna under 21                                                                     | 1 – 3                                                                               | Inghilterra under 21                                                                | Europeo Under-21 2025 - Quarti di finale                                            | -                                                                                   |                                                                                     |
| 25-6-2025                                                                           | Bratislava                                                                          | Inghilterra under 21                                                                | 2 – 1                                                                               | Paesi Bassi under 21                                                                | Europeo Under-21 2025 - Semifinale                                                  | -                                                                                   |                                                                                     |
| 28-6-2025                                                                           | Bratislava                                                                          | Inghilterra under 21                                                                | 3 – 2 dts                                                                           | Germania under 21                                                                   | Europeo Under-21 2025 - Finale                                                      | -                                                                                   |                                                                                     |
| Totale                                                                              |                                                                                     | Presenze                                                                            | 26                                                                                  |                                                                                     | Reti                                                                                | 3                                                                                   |                                                                                     |

## Palmarès
- Campionato d'Europa Under-21: 2

Romania-Georgia 2023, Slovacchia 2025